# Чуфарово (Вешкаймський район)
Чуфарово (рос. Чуфарово) — робітниче селище в Вешкаймському районі Ульяновської області Російської Федерації.
Населення становить 1658 осіб. Входить до складу муніципального утворення Чуфаровське міське поселення.

## Історія
Від 2004 року входить до складу муніципального утворення Чуфаровське міське поселення.

## Населення
| 1913  | 1970  | 1979  | 1989  | 1996  | 2002  | 2007  |
| ----- | ----- | ----- | ----- | ----- | ----- | ----- |
| 1779  | ↗3374 | ↘2998 | ↘2956 | ↘2900 | ↘2695 | ↘2457 |
| 2009  | 2010  | 2012  | 2013  | 2014  | 2015  | 2016  |
| ↘2427 | ↘2240 | ↘2178 | ↘2134 | ↘2085 | ↘2026 | ↘1968 |
| 2017  | 2018  | 2019  | 2020  | 2021  |       |       |
| ↘1934 | ↘1881 | ↘1796 | ↘1740 | ↘1658 |       |       |